# Sava Radić
Sava Radić (in serbo Сава Радић?; Niš, 4 marzo 1998) è un calciatore serbo, difensore del Valletta.

## Carriera

### Club
Il 20 gennaio 2022 viene acquistato a titolo definitivo dalla squadra macedone dello Struga.